# Сігнет (Огайо)
Сігнет (англ. Cygnet) — селище (англ. village) в США, в окрузі Вуд штату Огайо. Населення — 543 особи (2020).

## Географія
Сігнет розташований за координатами 41°14′28″ пн. ш. 83°38′37″ зх. д. / 41.24111° пн. ш. 83.64361° зх. д. (41.241142, -83.643532).  За даними Бюро перепису населення США в 2010 році селище мало площу 0,86 км², з яких 0,86 км² — суходіл та 0,00 км² — водойми.

## Демографія
Згідно з переписом 2010 року, у селищі мешкало 597 осіб у 208 домогосподарствах у складі 161 родини. Густота населення становила 693 особи/км².  Було 228 помешкань (265/км²).
Расовий склад населення:
| - 93,6 % — білих - 1,2 % — чорних або афроамериканців - 0,7 % — корінних американців - 0,7 % — азіатів - 1,3 % — осіб інших рас |

До двох чи більше рас належало 2,5 %. Частка іспаномовних становила 5,7 % від усіх жителів.
За віковим діапазоном населення розподілялося таким чином: 30,3 % — особи молодші 18 років, 60,7 % — особи у віці 18—64 років, 9,0 % — особи у віці 65 років та старші. Медіана віку мешканця становила 33,4 року. На 100 осіб жіночої статі у селищі припадало 92,0 чоловіків;  на 100 жінок у віці від 18 років та старших — 96,2 чоловіків також старших 18 років.
Середній дохід на одне домашнє господарство  становив 50 399 доларів США (медіана — 46 458), а середній дохід на одну сім'ю — 53 906 доларів (медіана — 49 583). Медіана доходів становила 40 278 доларів для чоловіків та 33 571 долар для жінок. За межею бідності перебувало 16,6 % осіб, у тому числі 24,4 % дітей у віці до 18 років та 13,3 % осіб у віці 65 років та старших.
Цивільне працевлаштоване населення становило 330 осіб. Основні галузі зайнятості: виробництво — 32,4 %, освіта, охорона здоров'я та соціальна допомога — 14,5 %, роздрібна торгівля — 13,6 %.